# Саджад, Васим
Васим Саджад (урду وسیم سجاد‎; род. 30 марта 1941, Джаландхар, Британская Индия) — пакистанский государственный деятель и адвокат. Дважды был временным президентом Пакистана. В настоящее время, будучи членом Пакистанской мусульманской лиги (К), является лидером оппозиции в Сенате Пакистана.

## Биография
Отцом Васима был сотрудник Юстиции Ахмад Саджад. Васим обучался в университете Пенджаба, который он окончил с отличием в 1961 году. Он получил много золотых медалей в целом ряде экзаменов в университете (по английскому языку и по политологии). Также он был капитаном теннисной команды юридического колледжа в 1962 году.
Васим Саджад был избран членом Сената в 1985 году. Он также занимал должность министра юстиции с сентября 1986 по декабрь 1988 года. 24 декабря 1988 года он был избран председателем Сената. Саджад был переизбран на пост сенатора в 1991 году. Васим Саджад, как председатель Сената, несколько раз исполнял обязанности президента Пакистана. К примеру он исполнял обязанности президента в 1993 году, когда Национальное собрание было распущено из-за конфронтации между Гулам Исхак Ханом и Наваз Шарифом.
После отставки президента Фарука Легари 2 декабря 1997 года, Васим Саджад, как председатель Сената, вновь стал исполняющим обязанности Президента.
Он посетил несколько стран с рабочим визитом, включая такие как: США, Великобритания, Канада, Франция, Западная Германия, Китай, Саудовская Аравия, Польша, Япония, Малайзия, Филиппины и Таиланд в качестве лидера парламентской делегации от Пакистана.